# یون جه-مون
یون جه مون (به انگلیسی: Yoon Je-moon، به کره‌ای: 윤제문، زاده ی ۹ مارس ۱۹۷۰) یک بازیگر اهل کره جنوبی است. 